# Бородинск (Иркутская область)
Бороди́нск — деревня в Нижнеудинском районе Иркутской области.  В административном плане относится к Катарбейскому муниципальному образованию.

## История
Основана в начале XX века как переселенческий участок. Какое-то время относилась к Солонецкой волости Нижнеудинского уезда.  

## География
Деревня находится на берегу реки  Ут (правый притока Уды). Расстояние до Катарбея (центр сельского поселения) 21 км, до Нижнеудинска (райцентр) 100 км.

## Население
По данным Всероссийской переписи населения 2010 года население НП составило 81 человек
| 2002 | 2010 | 2011 | 2012 |
| ---- | ---- | ---- | ---- |
| 71   | ↗81  | →81  | ↘78  |